# Lijst van burgemeesters van Beusichem
Dit is een lijst van burgemeesters van de voormalige Nederlandse gemeente Beusichem in de provincie Gelderland. Op 1 januari 1978 ging Beusichem op in de gemeente Buren.
| Ambtsperiode    | Naam burgemeester                                | Partij of stroming | Opmerking                                                                                         |
| --------------- | ------------------------------------------------ | ------------------ | ------------------------------------------------------------------------------------------------- |
| 1811 - ?        | Nicolaas van Everdingen                          |                    | tot 1814: maire                                                                                   |
| ? - 1815 - 1851 | Joan Theodoor van de Kasteele                    |                    | tot 1817: burgemeester; tot 1825: schout                                                          |
| 1851 - 1855     | Dirk Cornelis David van Rijnberk                 |                    |                                                                                                   |
| 1855 - 1856     | Pieter Claude Bijleveld                          |                    | Aansluitend burgemeester van Zaltbommel                                                           |
| 1856 - 1874     | Wouter François Kuijk                            |                    | Voorafgaand burgemeester van Hoevelaken                                                           |
| 1874 - 1879     | Hermanus Frederik Wilhelm de Bruijn              |                    |                                                                                                   |
| 1879 - 1916     | Hessel Huibert Gerrit van Everdingen (1831-1920) |                    | destijds de oudste burgemeester van Nederland                                                     |
| 1917 - 1942     | Huibert Gerrit van Everdingen                    |                    | zoon van voornoemde                                                                               |
| 1942 - 1944     | Gerrit Cornelis van Mourik                       |                    | tot februari 1943 waarnemend burgemeester                                                         |
| 1944 - 1945     | R.Th.H. van de Pol                               | NSB                |                                                                                                   |
| 1945 - 1965     | Gerrit Cornelis van Mourik                       |                    |                                                                                                   |
| 1966 - 1978     | Lammert Jan Hommes                               | PvdA               | tevens (waarnemend) burgemeester van Beesd (1970-1971), Deil (1970-1971) en Zoelen (1972 - 1978?) |